# فرانسیس بوشمن
فرانسیس اِگزی‌وی‌یر بوشمن (انگلیسی: Francis X. Bushman؛ ۱۰ ژانویهٔ ۱۸۸۳ – ۲۳ اوت ۱۹۶۶) هنرپیشه و فیلم‌نامه‌نویس اهل ایالات متحده آمریکا بود.

## زندگی هنری
او یکی از محبوب‌ترین بازیگران دوران صامت بود و طرافدارانش چون بت او را می‌پرستیدند.
فرانسیس بوشمن بر خلاف بیشتر هم‌نسلان خود، کار بازیگری را از صحنهٔ تئاتر و بویژه استودیو اسنای در شیکاگو، ایلینوی آغاز کرد و بعدها بدلیل هیکل عضلانی و تنومندش مورد توجه واقع شد. او در بیش از ۲۰۰ فیلمِ بلند بازی کرد که ۱۷۵ تای آنها قبل از ۱۹۲۰ بود و ۱۷ فیلم در سال ۱۹۱۱ که آغاز بازیگری اش در سینما بود، انجام پذیرفت. او برای استودیو ویتاگراف هم فیلم‌هایی بازی کرد و سرانجام در سال ۱۹۱۵ به استخدام کمپانی «مترو پیکچرز» درآمد.

## فیلم‌شناسی
از فیلم‌هایی که وی در آن نقش داشته است، می‌توان به سابرینا، بن هور، ویلسون و رومئو و ژولیت اشاره کرد.